# Li Yuan (basket-ball)
Li Yuan (né le 29 mai 2000) est une joueuse chinoise de basket-ball pour les Shandong Six Stars et pour l'équipe nationale chinoise. 
Elle a participé à la Coupe du monde féminine de basket-ball FIBA 2018 . 